# Мирсков, Андрей Иванович
Андрей Иванович Мирсков (1909—1954) — лейтенант Рабоче-крестьянской Красной Армии, участник Великой Отечественной войны, Герой Советского Союза (1945).

## Биография
Родился 6 сентября 1909 года в селе Верхний Катав (ныне — город Катав-Ивановск Челябинской области).
После окончания четырёх классов школы работал лесорубом.
В июне 1941 года Мирсков был призван на службу в Рабоче-крестьянскую Красную Армию и направлен на фронт Великой Отечественной войны. В июле 1942 года окончил курсы младших лейтенантов. В боях шесть раз был ранен.
К августу 1944 года лейтенант Андрей Мирсков командовал ротой 576-го стрелкового полка 115-й стрелковой дивизии 22-й армии 2-го Прибалтийского фронта. Участвовал в сражениях на территории Латвийской ССР. 11 августа 1944 года рота Мирскова переправилась через реку Айвиексте в районе посёлка Румпий Мадонского района и захватила важные рубежи, отрезав противнику путь к отступлению по шоссейной дороге. В тех боях Мирсков получил ранение, но остался в строю.
Указом Президиума Верховного Совета СССР от 24 марта 1945 года за «образцовое выполнение боевых заданий командования на фронте борьбы с немецкими захватчиками и проявленные при этом мужество и героизм» лейтенант Андрей Мирсков был удостоен высокого звания Героя Советского Союза с вручением ордена Ленина и медали «Золотая Звезда» за номером 7920.
После окончания войны Мирсков был уволен в запас. Вернулся в родной город, работал в леспромхозе.
Скоропостижно скончался 13 апреля 1954 года, похоронен в Катав-Ивановске.
Был также награждён орденом Красного Знамени, двумя орденами Красной Звезды, рядом медалей.